# Gimpo FC
Der Gimpo Football Club ist ein Fußballfranchise aus Gimpo in Südkorea. Der Verein spielt aktuell in der K League 2, der zweithöchsten Spielklasse Südkoreas.

## Geschichte

### Gründung
Die Stadtverwaltung Gimpos gab am 29. Januar 2013 die Gründung des Vereins Gimpo Citizen FC bekannt, welcher an der K3 League teilnahm. Erster Trainer des Vereines wurde Yu Jong-wan.

### Erste Spielzeiten (2013–2015)
Die Premierenspielzeit verlief für den Verein gut. Der Verein scheiterte mit 4 Punkten Rückstand auf Platz 3 an den Meisterschaftsspielen. Der Verein schaffte dennoch aufgrund ihrer Platzierung die Pokal-Qualifikation. Die darauffolgende Spielzeit verlief allerdings nicht sehr gut. Der Verein beendete die Reguläre Spielzeit auf Platz 8. Hinzu kam, dass der Verein aufgrund Spielerregularien-Verstoß 9 Punkte abgezogen wurden und deshalb mit nur 20 Punkten als Vorletzter die Spielzeit beendeten. Die erste Pokal-Teilnahme verlief ebenso nicht gut. In der 1. Hauptrunde scheiterte der Verein mit einem 1:3 an der Yeungnam University.
Trotz der schlechten Spielzeit, blieb Yu Jong-wan weiterhin Trainer. Die darauffolgende Spielzeit wurde ihre bis dahin beste Spielzeit. Der Verein beendete Punktgleich mit Hwaseong FC die Reguläre Spielzeit auf Platz 1 und qualifizierte sich somit erstmals für das Meisterschaftsfinale. Im Meisterschafts-Halbfinale trat man gegen Gyeongju Citizen FC. Das Spiel endete 2:2. Im anschließenden Elfmeterschießen musste sich der Verein unglücklich mit 4:5 gegen Gyeongju Citizen FC geschlagen geben und schied aus. Auch ihre Pokalsaison verlief deutlich besser als in der Vorsaison. In der 1. Runde trat man gegen das Firmenamateurteam von LG Electronics an und gewann dieses mit 3:1 zuhause. In der anschließenden Runde trat man erneut zuhause gegen Chuncheon FC und gewann erneut dieses Spiel. In der 3. Hauptrunde empfing man die Hongik-Universität, welche man nach einem Regulären 2:2, im Elfmeterschießen mit 3:2 bezwingen. In der anschließenden Pokalrunde musste man sich allerdings gegen Ulsan Hyundai Mipo Dolphins mit 0:2 geschlagen geben.

### Etablierung in der neuen K3 League (2016–2018)
In der Spielzeit 2016 ging es für die Vereine um die jeweilige Qualifizierung zur 4.- oder zur neuen 5. Liga. Gimpo selbst spielte eine sehr gute Saison. Mit nur einem Punkt Rückstand zum FC Pocheon musste sich der Verein mit Platz 2 begnügen, schaffte aber auf Anhieb die Qualifizierung zur neuen K3 League Advance. Im Meisterschafts-Viertelfinale trat man gegen Jeonju FC an, gegen welche man überraschend mit 0:1 unterlag. Auch im Pokal konnten diesmal keine Erfolge gefeiert werden. In ihrer ersten Runde traten sie gegen die Yongin-Universität an und verlor dieses Spiel knapp mit 2:3.
In der Premierenspielzeit der neuen K3 Advance beendete der Verein die Reguläre Spielzeit auf Platz 5., welcher sie für das Meisterschaftsfinale berechtigte. Sie unterlagen allerdings im Viertelfinale Cheongju City FC, welchen dank ihres Heimrechtes beim Stand von 3:3 als Gewinner feststanden. Auch diesmal schied der Verein im Pokal früh aus. Gegen Busan IPark musste sich der Verein mit 0:4 geschlagen geben. Nach Ende der Spielzeit gab der Verein bekannt, den Vertrag mit Yu Jong-wan nicht mehr zu verlängern. Sein Nachfolger wurde Kim Seung-ki.
Kim Seung-ki konnte in seiner ersten Saison mit der Mannschaft den 3. Platz verzeichnen. Im Viertelfinale trat man diesmal gegen Icheon Citizen FC und unterlag durch die Heimrecht-Regelung mit 1:1 Icheon. In ihrer ersten Pokalrunde traten sie gegen Ligakonkurrent Pyeongtaek Citizen FC, welches sie knapp mit 2:1 für sich entscheiden konnten. In der anschließenden Runde unterlagen sie allerdings den Suwon Samsung Bluewings mit 1:6.

### Gegenwart (2019–)
Für die Saison 2019 verpflichtete der Verein einen neuen Trainer. Oh Jong-ryeol wurde Anfang 2019 der 3. Trainer des Vereines. Im Pokal konnte man auch diese Saison keine großen Erfolge feiern. In ihrer ersten Runde traten sie gegen die Yonsei-Universität an und gewannen dieses Spiel mit 4:0. In der anschließenden Runde musste sich allerdings der Verein gegenüber Gyeongju KHNP FC mit 1:2 beugen und schieden aus. Am 1. Oktober 2019 gab der Verein bekannt, einen Antrag für die neue K3 League, welche 2020 beginnen soll, eingereicht zu haben.

## Historie-Übersicht
| Saison           | Liga              | Kl. | Vereine | Spiele | Pl. | S  | U  | N  | Tore  | Pkt. | KFA Cup            | Play-Off           | Trainer       |
| Gimpo Citizen FC |                   |     |         |        |     |    |    |    |       |      |                    |                    |               |
| 2013             | K3 League         | 4   | 9       | 25     | 4.  | 13 | 3  | 9  | 50:40 | 42   | Nicht Qualifiziert | Nicht Qualifiziert | Yu Jong-wan   |
| 2014             | K3 League         | 4   | 9       | 25     | 8.  | 9  | 2  | 14 | 53:51 | 20   | 1. Hauptrunde      | Nicht Qualifiziert | Yu Jong-wan   |
| 2015             | K3 League         | 4   | 9       | 25     | 1.  | 17 | 5  | 3  | 81:22 | 56   | 4. Hauptrunde      | Halbfinale         | Yu Jong-wan   |
| 2016             | K3 League         | 4   | 20      | 19     | 2.  | 16 | 1  | 2  | 45:14 | 49   | 2. Hauptrunde      | Viertelfinale      | Yu Jong-wan   |
| 2017             | K3 League Advance | 4   | 12      | 22     | 5.  | 9  | 6  | 7  | 28:26 | 33   | 3. Hauptrunde      | Viertelfinale      | Yu Jong-wan   |
| 2018             | K3 League Advance | 4   | 12      | 22     | 3.  | 11 | 5  | 6  | 42:30 | 38   | 4. Hauptrunde      | Viertelfinale      | Kim Seung-ki  |
| 2019             | K3 League Advance | 4   | 12      | 22     | 3.  | 12 | 6  | 4  | 28:19 | 42   | 4. Hauptrunde      | Viertelfinale      | Oh Jong-ryeol |
| 2020             | K3 League         | 3   | 16      | 22     | 8.  | 6  | 8  | 8  | 27:27 | 26   | 3. Hauptrunde      | Nicht Qualifiziert | Ko Jeong-un   |
| Gimpo FC         |                   |     |         |        |     |    |    |    |       |      |                    |                    |               |
| 2021             | K3 League         | 3   | 15      | 28     | 2.  | 14 | 10 | 4  | 35:20 | 52   | 2. Hauptrunde      | Meister            | Ko Jeong-un   |
| Gimpo FC         |                   |     |         |        |     |    |    |    |       |      |                    |                    |               |
| 2022             | K League 2        | 2   | 11      | 40     |     |    |    |    | -:-   |      | 3. Hauptrunde      |                    | Ko Jeong-un   |

## Stadion
| Stadion | Name                            | Eigentümer            | Eröffnung | Nutzungszeitraum | Nutzungszeitraum |
| Stadion | Name                            | Eigentümer            | Eröffnung | Von              | Bis              |
| ------- | ------------------------------- | --------------------- | --------- | ---------------- | ---------------- |
|         | Gimpo-Stadion                   | Stadtverwaltung Gimpo | 1993      | 2013             | 2020             |
|         | Solteo-Sportpark-Fußballstadion | Stadtverwaltung Gimpo | 2020      | 2021             | Bis jetzt        |

## Besonderheiten
- Der Verein besitzt im Ligavergleich eine breite Fanbase und hat einer der höchsten Zuschauerschnitte des K3-Verbandes
- Der Verein nahm Profispieler auf, die einen Sozialdienst ableisten mussten, keinen Militärdienst (bis 2021)